# The Old Curiosity Shop (film 1909)
The Old Curiosity Shop  è un cortometraggio muto del 1909. Il nome del regista non viene riportato nei credit; è la prima trasposizione cinematografica del romanzo La bottega dell'antiquario di Charles Dickens.

## Produzione
Il film fu prodotto dalla Essanay Film Manufacturing Company.

## Distribuzione
Distribuito dall'Essanay Film Manufacturing Company, il film - un cortometraggio di una bobina - uscì nelle sale cinematografiche USA il 20 gennaio 1909.